# Proxy data

Historické rekonstrukce teplot za poslední dvě tisíciletí

Proxy data jsou při studii historických průběhů klimatu – v tzv. paleoklimatologii nepřímé údaje, umožňující vědcům rekonstruovat klimatické podmínky, které panovaly v minulosti Země. Spolehlivé moderní záznamy o klimatu začínají až v roce 1880, proxy data poskytují vědcům údaje k určení klimatických modelů. Příkladem zdrojů pro proxy dat jsou ledovcová jádra, letokruhy, fosilní pyl, zkušební vrty, korály a mořské a jezerní usazeniny. Charakter depozice nebo rychlosti růstu materiálu byly ovlivněny klimatickými podmínkami v době, ve které se usazovaly nebo rostly. Také chemické stopy vytvořené klimatickými změnami, jako je množství jednotlivých izotopů, mohou být také použity pro proxy data. Některé proxy, jako například plynové bubliny uzavřené v ledu, umožňují zjišťovat složení dávné atmosféry, a dát tak svědectví o historickém kolísání složení zemské atmosféry. Pro zajištění přesných výsledků je třeba srovnávat jednotlivé metody zjišťování proxy dat. Velmi důležitá je také přesná práce a přesně vedené záznamy.
Kombinací různých proxy dat lze získat rekonstrukce teplot před počátkem instrumentálních záznamů teplot a tyto rekonstrukce jsou důležité v diskusi o globálním oteplování. Distribuce proxy záznamů, stejně jako instrumentálních záznamů, je silně nerovnoměrné, mnohem více záznamů pochází ze severní polokoule. Rekonstrukce teplot a dalších veličin z proxy dat jsou také předmětem sporů, které jsou kolem globálního oteplování, jako je například aféra se zcizenými daty Climategate a spory o tzv. hokejkový graf.

## Druhy proxy dat
Geologické
- Hlubokomořské sedimenty

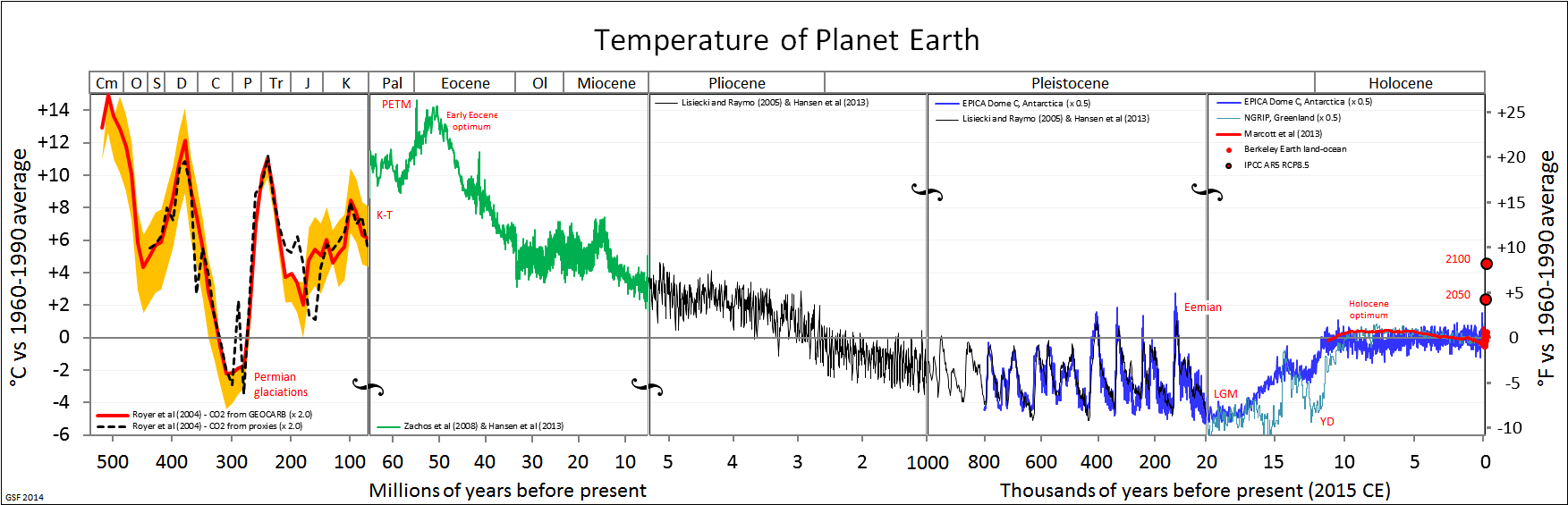
Z různých proxy dat odvozený vývoj teploty z doby před 500 milióny let až po současnost.

  - organické sedimenty – poměr izotopů 18O a 16O v karbonátových schránkách organismů, četnost fosílií a jejich morfologické variace
  - anorganické sedimenty – mineralogické složení, rychlost sedimentace, přítomnost Heinrichových vrstev, prach[5]
- Suchozemské prostředí
  - glaciální jevy – morény, kary, trogy, ledovcová striace
  - periglaciální jevy – mrazové klíny, polygonální půdy
  - eolické sedimenty – spraše, váté písky
  - jezerní sedimenty – mineralogické složení, pylová zrna, varvy
  - glacio-eustatické jevy – morfologie pobřeží
  - fosilní půdy
  - jeskynní karbonáty (například krápníky mají vrstvy úměrné srážkám)

Glaciologické
- vrtná jádra ledovců – analýza prachu a vzduchových bublin v ledovcovém ledu

Biologické
- letokruhy stromů – šířka a hustota letokruhů - dendroklimatologie
- pyl – druhové složení a koncentrace
- malakofauna
- hmyz

Historické
- psané záznamy – většinou zaznamenané extrémní počasí, výnosy ze sklizní

## Datování proxy dat
- metody radiometrického datování – metoda 14C, 40K → 40Ar, aj.
- metody srovnávacích horizontů – dendrochronologie, varvová chronologie aj.

## Ledovcová jádra

### Vrtání

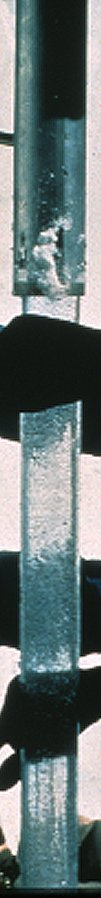
Příklad vrtného jádra z ledovce. Foto Lonnie Thompson, Byrd Polar Research Center

Ledovcová jádra jsou válcové vzorky získané z ledovcových vrstev v Grénsku, Antarktidě a Severní Americe První pokusy k získání vzorků pochází z roku 1956 v rámci Mezinárodního geofyzikálního roku.  Jako původní způsob extrakce použila Laboratoř pro výzkum a inženýrství chladných oblastí americké armády v roce 1968 v Camp Century v Grónsku a na Byrdově stanici v Antarktidě 24 m dlouhý upravený elektrický vrták. Jejich stroje dokázaly provrtat 4,6 až 6,1 m ledu za 40 až 50 minut. Z hloubky 910 m byly odebírány vzorky jader o průměru 110 mm a délce 6,1 m. Hlubší vzorky o délce 6,1 m nebyly neobvyklé. Každý další vrtný tým s každým dalším pokusem svou metodu vylepšuje.

### Proxy
Přítomnost molekul vody s izotopy 16O a 18O v ledovcových jádrech umožňuje určovat dřívější teploty a akumulace sněhu. Těžší izotop 18O kondenzuje, když teploty klesají a padá jako srážky, zatímco lehčí izotop 16O kondenzuje při ještě nižších teplotách. Výskyt izotopů 18O ve vysokých severních šířkách znamená teplejší období. Voda v oceánech se skládá z běžné H216O, ss malým množstvím HD16O a H218O, kde D je deuterium, tedy vodík s extra neutronem. Standardně je poměr D a H 155,76×10−6 a 18O ku 16O 2005,2×10−6. Tyto poměry se mění v případě par a jejich kondenzace. Z rozdílných poměrů ve vrstvách ledovců lze, po zkalibrování, odvozovat historické teploty.
Vzduchové bubliny, obsažené v ledovcových jádrech, jsou také důležité, protože obsahují skleníkové plyny, jako je oxid uhličitý a methan a lze tak určit složení atmosféry v minulosti. Ovšem čas utvoření ledu a zachycení plynu v bublině se může lišit a proto je třeba používat korigované časové stupnice (pro Antarktidu například AICC2012). Pak teprve lze provést kauzální analýzu (protože korelace neimplikuje kauzalitu) a tak se ukazuje, že změny teplot v pravěku způsobují změny složení atmosféry, kdežto v současnosti více složení atmosféry kauzálně mění teplotu.
V letech 1989–1992 probíhal v centrálním Grónsku evropský projekt, ve kterém byly získány ledovcová jádra z hloubky 700 m, které měly stáří 3 840 let a u hloubky 2 521 m vzorky staré 40 000 let a také z hloubky 3 029 m z podloží, které byly staré 200 000 let i více. Byly ale získány i vzorky vzduchu stáří 650 000 let či 800 tisíc let (EPICA Dome C). Proxy data pro teplotu moří byla získána i pro stáří stovek miliónů let.

## Letokruhy

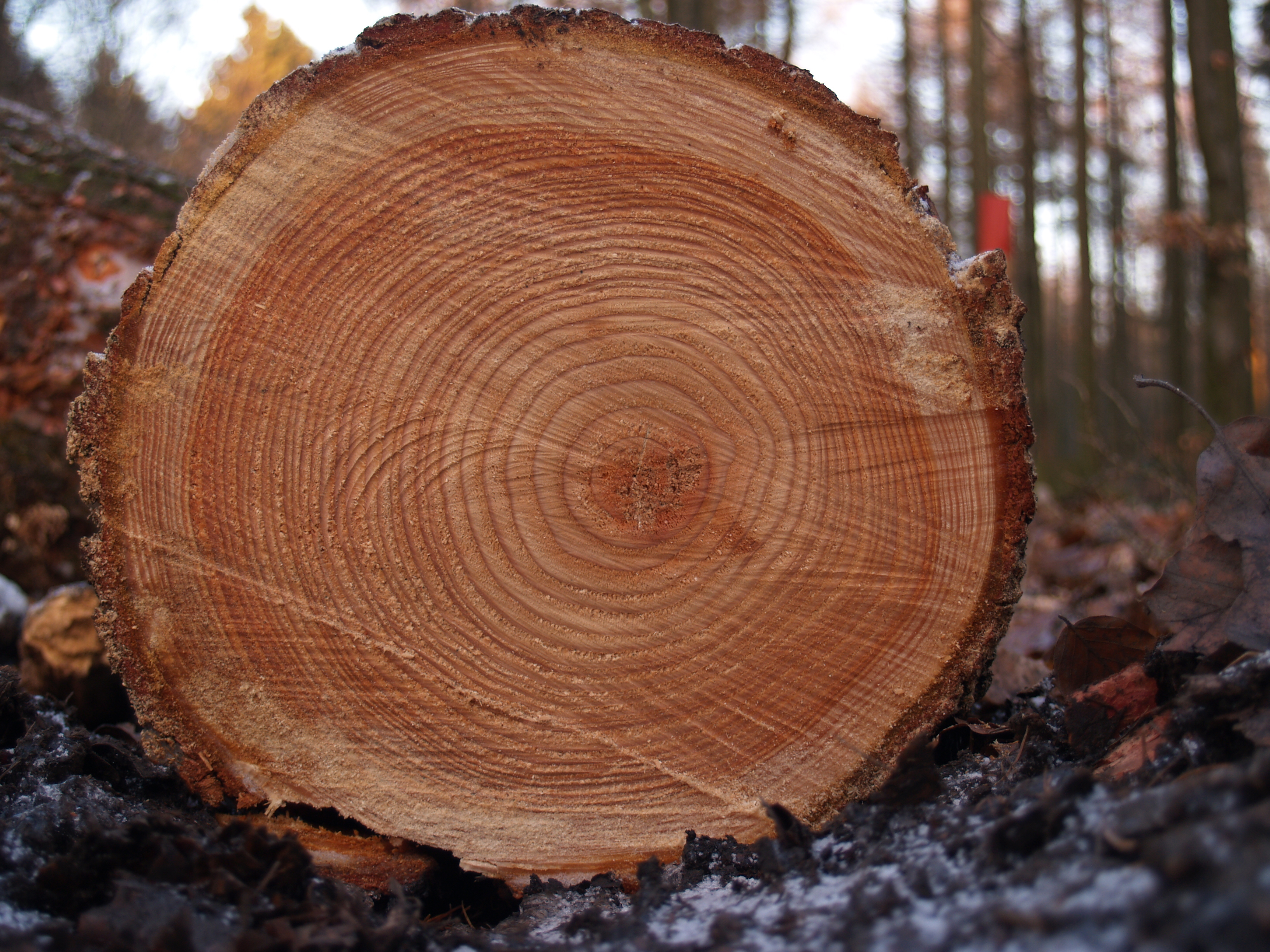
Letokruhy v řezu stromu

Dendroklimatologie je věda zabývající se určováním minulého klimatu na základě stromů, především na základě vlastností letokruhů stromů. Stromové letokruhy jsou širší, když jsou podmínky příznivé pro růst, užší, když je doba obtížná. Ukázalo se, že jiné vlastnosti letokruhů, jako je maximální hustota pozdního dřeva (MXD), jsou lepšími proxy než prostá šířka letokruhů. Pomocí letokruhů stromů vědci odhadli mnoho místních klimatických podmínek pro stovky až tisíce let předtím. Kombinací více studií letokruhů stromů (někdy s dalšími klimatickými proxy záznamy) vědci odhadli minulé regionální a globální klima.

## Fosilní listy
Paleoklimatologové často využívají zoubky listů k rekonstrukci průměrné roční teploty v minulých klimatických obdobích a velikost listů používají jako ukazatel průměrného ročního úhrnu srážek.V případě rekonstrukce průměrného ročního úhrnu srážek se někteří badatelé domnívají, že tafonomické procesy způsobují nadměrné zastoupení menších listů ve fosilním záznamu, což může zkreslovat rekonstrukce. Nejnovější výzkumy však naznačují, že fosilní záznam listů nemusí být výrazně zkreslený ve prospěch malých listů. Nové přístupy získávají údaje, jako je obsah CO2 v minulé atmosféře ze stomat a izotopového složení fosilních listů, a měří buněčné koncentrace CO2. Studie z roku 2014 dokázala pomocí poměrů izotopů uhlíku-13 odhadnout množství CO2 za posledních 400 milionů let, přičemž výsledky naznačují vyšší citlivost klimatu na koncentraci CO2.

## Vrty
Teploty z vrtů se používají jako teplotní proxy. Jelikož je přenos tepla zeminou pomalý, lze měření teploty v řadě různých hloubek vrtu, upravené o vliv stoupajícího tepla z nitra Země, „invertovat“ (matematický vzorec pro řešení maticových rovnic) a získat tak nejednotnou řadu hodnot povrchové teploty. Řešení je „nejedinečné“, protože existuje více možných rekonstrukcí povrchové teploty, které mohou vést ke stejnému profilu teploty ve vrtu. Kromě toho jsou rekonstrukce kvůli fyzikálním omezením nevyhnutelně „rozmazané“ a dále do minulosti se ještě více rozmazávají. Při rekonstrukci teplot kolem roku 1500 n. l. mají vrty časové rozlišení několik století. Na počátku 20. století je jejich rozlišení několik desetiletí; neposkytují tedy užitečnou kontrolu instrumentálních teplotních záznamů. Jsou však v zásadě srovnatelné. Tato potvrzení dodala paleoklimatologům jistotu, že mohou měřit teplotu před 500 lety. K tomuto závěru vede hloubková stupnice přibližně 150 metrů pro měření teplot před 100 lety a 500 metrů pro měření teplot před 1 000 lety.
Vrty mají oproti mnoha jiným proxy ukazatelům velkou výhodu v tom, že nevyžadují žádnou kalibraci: jedná se o skutečné teploty. Zaznamenávají však povrchovou teplotu, nikoliv teplotu v blízkosti povrchu (1,5 metru), která se používá pro většinu „povrchových“ pozorování počasí. Ty se mohou za extrémních podmínek nebo při sněžení na povrchu výrazně lišit. V praxi se předpokládá, že vliv na teplotu ve vrtech je obecně malý. Druhým zdrojem chyb je kontaminace vrtu podzemní vodou, která může ovlivnit teploty, protože voda s sebou „nese“ modernější teploty. Předpokládá se, že tento vliv je obecně malý a uplatňuje se spíše na velmi vlhkých lokalitách. Neuplatňuje se u ledových jader, kde lokalita zůstává zamrzlá po celý rok.
Jako proxy pro rekonstrukci povrchových teplot bylo použito více než 600 vrtů na všech kontinentech, Největší koncentrace vrtů existuje v Severní Americe a Evropě. Hloubka jejich vrtů se obvykle pohybuje od 200 do více než 1 000 metrů do zemské kůry nebo ledového příkrovu.
Malý počet vrtů byl proveden v ledových příkrovech; čistota tamního ledu umožňuje delší rekonstrukce. Teploty z vrtů ve středním Grónsku ukazují oteplení za posledních 150 let o přibližně 1 °C ± 0,2 °C, kterému předcházelo několik století chladných podmínek. Tomu předcházelo teplé období s těžištěm kolem roku 1000 n. l., které bylo teplejší než na konci 20. století přibližně o 1 °C. Vrt v ledové pokrývce Antarktidy ukazuje, že "teplota v roce 1 n. l. přibližně o 1 °C teplejší než na konci 20. století.
Teploty z vrtů v Grónsku byly příčinou důležité revize izotopové teplotní rekonstrukce, která odhalila, že dřívější předpoklad, že "prostorový sklon se rovná časovému sklonu", byl nesprávný.

## Korály
Také kroužky na skořápkách korálů jsou používány pro získávání paleoklimatologických informací, podobným způsobem, jako z letokruhů. Také zde se používají stabilní izotopy kyslíku ve skořápkách, při nižších teplotách využívají korály více těžší izotopy, zatímco při vyšších teplotách využívají více běžný lehčí izotop. Také vyšší salinita je důvodem vyššího obsahu těžšího izotopu ve skořápkách.

## Pylová zrna
V sedimentech lze nalézt také pylová zrna. Pyl produkují rostliny ve velkých kvantech a je extrémně odolný. Z pylových zrn je možné identifikovat původní rostliny a tím odvodit výskyt určitého druhu rostlin v určitém období, podle toho, ve které historické vrstvě usazenin se pyl vyskytuje a tím získat informace o klimatických podmínkách v daném období. Množství pylových zrn nám dávají informace o tom, jaké počasí panovala v předešlých několika měsících, zatímco hustota pylových zrn přináší informaci o klimatických poměrech. Studiem prehistorických pylových zrn se zabývá palynologie.

## Jezerní a mořské sedimenty
Také v mořských a jezerních sedimentech zkoumají paleoklimatologové obsah izotopů v sedimentech. Také ve varvách (tenkých vrstvičkách sedimentu (lamina) usazených během jednoho roku v jezerech napájených tavnou vodou z ledovce; skládá se z písčitější části usazené v létě a tmavší, jílovité, usazené v zimním období) lze nalézt cenné historické informace:
- Letní teploty, které ukazují, jakým způsobem tály v tom roce ledovce
- Množství sněhových srážek v zimě, podle hladiny disturbancí sedimentů během tání tohoto sněhu
- Dešťové srážky[3]

## Kritika proxy dat
Podobně jako v archeologii, kdy například starší nálezy jsou méně časté, může docházet k systematickému zkreslení dat. U starších nálezů by mohlo dojít k podcenění hodnoty rychlosti změn teplot. Také tak jako archeologické nálezy závisejí na místních podmínkách, tak i proxy data mohou být lokálně ovlivněny. Radiokarbonová metoda datování zase například závisí na konstantnosti toku kosmického záření a koloběhu uhlíku. Dalším příkladem je tzv. problém divergence.

## Další literatura
- Borehole Temperatures Confirm Global Warming Pattern [online]. 2001-02-27 [cit. 2014-02-07]. Dostupné v archivu pořízeném dne 2019-10-27.
- "Coral Layers Good Proxy for Atlantic Climate Cycles." Earth Observatory. Webmaster: Paul Przyborski. 7 Dec. 2002. 2 Nov. 2009. Dostupné online Archivováno 16. 3. 2010 na Wayback Machine.
- "Core Location Maps." National Ice Core Laboratory. 9 Apr. 2009. 23 Nov. 2009. Dostupné online
- "Dendrochronology." Merriam-Webster Online Dictionary. Merriam-Webster Online. 2009. 2 Oct. 2009. Dostupné online
- Environmental News Network staff. "Borehole temperatures confirm global warming." CNN.com. 17 Feb. 2000. 7 Oct. 2009. Dostupné online Archivováno 29. 10. 2009 na Wayback Machine.
- "The GRIP Coring Effort." NCDC. 26 Sept. 2009. Dostupné online
- "Growth ring." Encyclopædia Britannica. Encyclopædia Britannica Online. 2009. 23 Oct. 2009. Dostupné online
- HUANG, Shaopeng, Henry N. Pollack, Po-Yu Shen. Temperature trends over the past five centuries reconstructed from borehole temperatures. Nature. 2000, s. 756–758. Dostupné online [cit. 2014-02-08].
- "Objectives - Kola Superdeep Borehole (KSDB) - IGCP 408: ‘Rocks and Minerals at Great Depths and on the Surface.’" International Continental Scientific Drilling Program. 18 July 2006. 6 Oct. 2009. Dostupné online
- Paul Przyborski. Paleoclimatology: the Oxygen Balance." Earth Observatory. [online]. 2009-11-24. Dostupné online.
- SCHWEINGRUBER, Fritz Hans. Tree rings-basics and applications of dendrochronology.. [s.l.]: D. Reidel Publishing Company, 1988. Dostupné online. S. 2, 47-48, 54, 256-257.
- WOLFF, E. W. History of the atmosphere from ice cores. nora.nerc.ac.uk. 2000, s. 147-177. Dostupné online [cit. 2014-02-08].